# Майборода Анатолій Васильович (футболіст)
Анатолій Васильович Майборода (19 вересня 1947) — радянський футболіст, який грав на позиції нападника і півзахисника. Відомий за виступами в низці українських клубів класу «Б», другої групи класу «А», першої та другої ліг СРСР. Чемпіон УРСР 1973 року.

## Клубна кар'єра
Анатолій Майборода розпочав займатися футболом у юнацькій команді при сімферопольському клубі «Авангард», перейменованому пізніше на «Таврію», де його партнерами були Микола Климов і Валерій Макаров. У команді майстрів Майборода дебютував у 1965 році в складі сімферопольської «Таврії» в класі «Б», проте зіграв за команду лише 7 матчів, і наступного року став гравцем іншої команди класу «Б» — севастопольської «Чайки». У 1967 році Анатолія Майбороду призивають на військову службу, яку він проходить до кінця 1969 року в команді другої групи класу «А» СКА (Одеса). У 1970 році футболіст перейшов до складу команди новоствореної першої ліги СРСР «Металіст» з Харкова, у складі якого грав до кінця 1971 року. У 1972 році повернувся до складу сімферопольської «Таврії», у складі якої цього ж року став бронзовим призером чемпіонату УРСР за підсумками зональних змагань у другій лізі, а наступного року став чемпіоном УРСР за підсумками змагань у зональному турнірі другої ліги. Наступного року грав у складі харківського «Металіста». який вибув до другої ліги, здобувши в його складі срібні медалі чемпіонату УРСР. Після закінчення сезону 1974 року Майборода закінчив виступи на футбольних полях. Після закінчення кар'єри футболіста Анатолій Майборода судив матчі регіональних футбольних змагань.

## Досягнення
- Переможець Чемпіонату УРСР з футболу 1973, що проводився у рамках турніру в шостій зоні другої ліги СРСР.